# スティーブ・バトラー (数学者)
スティーブン・キー・バトラー（Steven Kay Butler、1977年5月16日 - ）は、アメリカ合衆国の数学者である。グラフ理論と組合せ論を専門とする。
2003年にブリガムヤング大学で修士号を取得した。修士論文のタイトルはBounding the Number of Graphs Containing Very Long Induced Paths（非常に長い誘導パスを含むグラフの数の制限）だった。2008年にカリフォルニア大学サンディエゴ校で博士号を取得した。博士論文のタイトルはEigenvalues and Structures of Graphs（グラフの固有値と構造）で、指導教員は金芳蓉だった。
博士号取得後はカリフォルニア大学ロサンゼルス校で博士研究員となり、2011年にアイオワ州立大学の教員になった。2017年、数学のバーバラ・J・ジャンソン教授に任命された。
2015年、エジプト式分数に関するポール・エルデシュ、ロナルド・グラハムとの共同論文を発表し、512人目のエルデシュ数1の保持者となった。エルデシュの死後にエルデシュ数1保持者が生まれたのは初めてのことだった。